# Dana Beldiman
Dana Beldiman (* 29. Juni 1951) ist eine Rechtsanwältin und Rechtswissenschaftlerin. Sie ist Partnerin der Kanzlei Squire Patton Boggs, Professorin am Hastings College of Law der University of California und Honorarprofessorin an der Bucerius Law School.

## Leben
Dana Beldiman studierte Wirtschaftswissenschaften an der Universität Bukarest und schloss mit einem Master of Arts ab. Danach erwarb sie einen Juris Doctor am Hastings College of Law und an der School of Law der Santa Clara University einen Master of Laws im Recht des Geistigen Eigentums. Anschließend wurde sie an der Universität Bremen promoviert.
2004 wurde Beldiman zur Honorarprofessorin an der Bucerius Law School berufen. Seit der Gründung des Center for Transnational IP, Media and Technology Law and Policy an der Bucerius Law School 2012 ist sie dessen akademische Leiterin. Außerdem leitet sie das gemeinsame Summer Program „International IP Transactions“ der Bucerius Law School und des Hastings College of Law.
Seit 2008 ist Beldiman Professorin am Hastings College of Law der University of California. Außerdem hält sie regelmäßig Vorlesungen am Centre des études internationales de la propriété intellectuelle der Universität Straßburg. Zuvor lehrte sie an der Santa Clara University, der Universität Lettlands, der Humboldt-Universität und an der Chinesischen Akademie der Sozialwissenschaften in Peking.
In Forschung und Lehre konzentriert sie sich auf internationale, rechtsvergleichende und politiknahe Aspekte des Geistigen Eigentums, insbesondere des transnationalen Marken-, Design- und Lizenzrechts.
Dana Beldiman lebt in Strawberry und ist seit 1998 Honorarkonsulin Rumäniens in San Francisco.

## Veröffentlichungen

### Monografien
- Dana Beldiman (Hrsg.): Access to Information and Knowledge: 21st Century Challenges in Intellectual Property and Knowledge Governance. 21st Century Challenges in Intellectual Property and Knowledge Governance (= Elgar Intellectual Property and Global Development Series). Edward Elgar, Cheltenham 2014, ISBN 978-1-78347-047-1 (320 S.).
- Dana Beldiman: Functionality, Information Works, and Copyright. Yorkhill Law, 2008, ISBN 978-0-557-02302-8 (192 S.).

### Aufsätze und Buchbeiträge (Auswahl)
- Patent Chokepoints in the Influenza-Related Medicines Industry: Can Patent Pools Provide Balanced Access? In: Tulane Journal of Technology and International Property. Band 15, 2012, S. 31.
- Dana Beldiman: The Role of Copyright Limiting Doctrines in the Digital Age – Can Their Vigor be Restored? In: Reto M. Hilty, Alexander Peukert (Hrsg.): Interessenausgleich Im Urheberrecht. Nomos, Baden-Baden 2004, ISBN 3-8329-0770-X.
- Dana Beldiman: Protecting the Form But Not the Function: Is U.S. Law Ready For A New Model? In: Santa Clara Computer & High Technology Law Journal. Band 20, 2004, S. 529.
- Dana Beldiman: An Information Society Approach to Privacy Legislation: How to Enhance Privacy While Maximizing Information Value. In: John Marshall Review of Intellectual Property Law. Band 71, 2001.